# Корор
Корор — найбільше місто (до 7 жовтня 2006 року і столиця) острівної держави Палау. Місто розташоване на острові Корор (або Ореор), який входить до складу Каролінських островів. Порт Корора розташований на сусідньому острові Малакал.
Населення — близько 10,5 тис. чоловік (2007). Основні етнічні групи — мікронезійці (80 %) і філіппінці (19 %).
Офіційна мова: англійська і белау (палау). Але деякі жителі столиці говорять японською і тобі.
На острові розвинута туристична індустрія — в місті знаходяться 22 готелі і 8 мотелів.

## Клімат

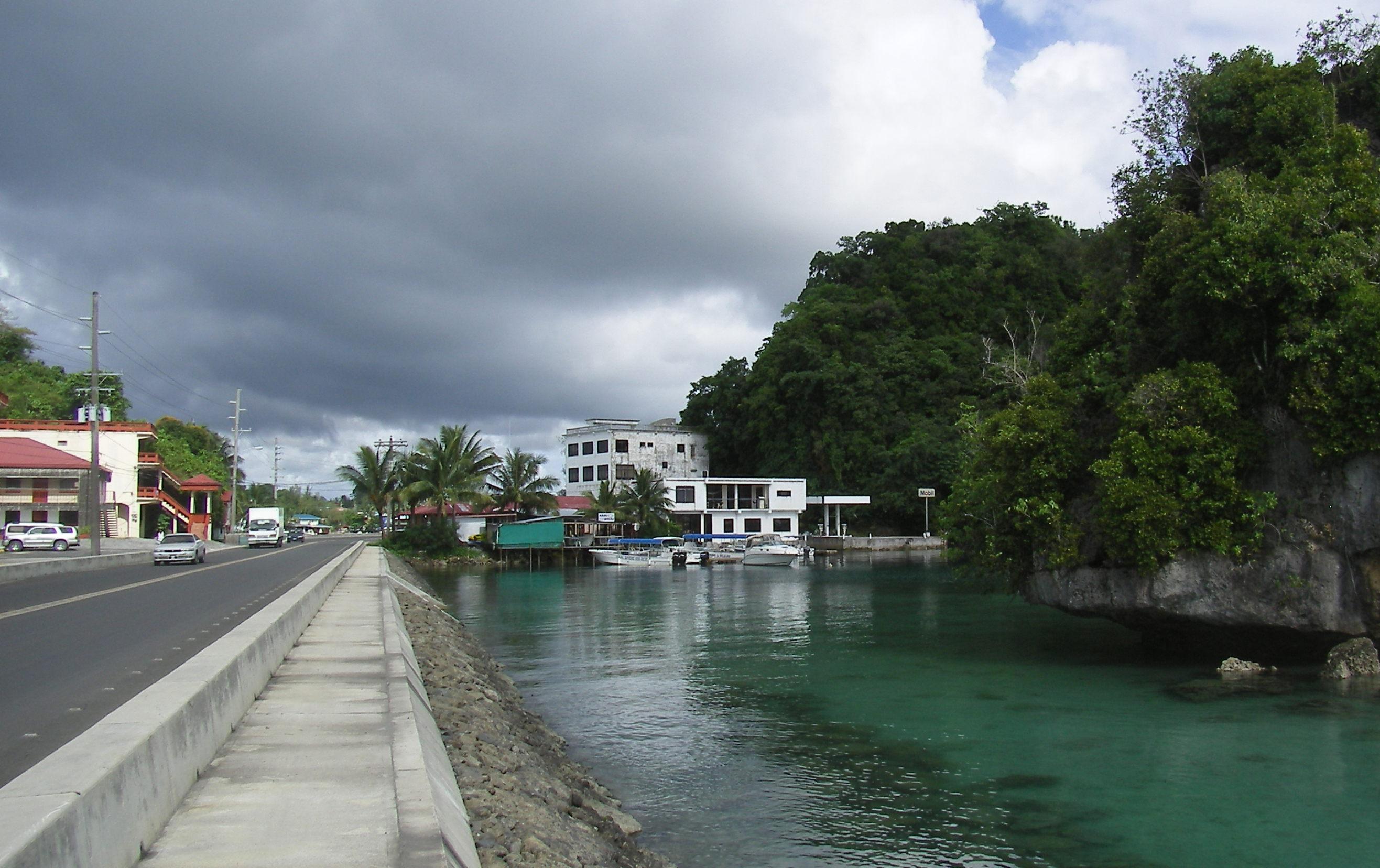
Типова погода на Корорі.

Місто знаходиться у зоні, котра характеризується вологим тропічним кліматом. Найтепліший місяць — травень із середньою температурою 28 °C (82.4 °F). Найхолодніший місяць — лютий, із середньою температурою 27.4 °С (81.3 °F).
| Клімат Корора           | Клімат Корора | Клімат Корора | Клімат Корора | Клімат Корора | Клімат Корора | Клімат Корора | Клімат Корора | Клімат Корора | Клімат Корора | Клімат Корора | Клімат Корора | Клімат Корора | Клімат Корора |
| Показник                | Січ.          | Лют.          | Бер.          | Квіт.         | Трав.         | Черв.         | Лип.          | Серп.         | Вер.          | Жовт.         | Лист.         | Груд.         | Рік           |
| Абсолютний максимум, °C | 33,9          | 33,9          | 34,4          | 34,4          | 34,4          | 35            | 33,9          | 34,4          | 33,3          | 33,9          | 33,9          | 34,4          | 35            |
| Середній максимум, °C   | 30,3          | 30,2          | 30,6          | 31            | 30,9          | 30,4          | 30,1          | 30            | 30,3          | 30,6          | 31            | 30,7          | 30,5          |
| Середня температура, °C | 27,4          | 27,4          | 27,6          | 27,9          | 28            | 27,6          | 27,4          | 27,5          | 27,6          | 27,8          | 28            | 27,7          | 27,7          |
| Середній мінімум, °C    | 24,6          | 24,5          | 24,6          | 24,9          | 25            | 24,7          | 24,7          | 25            | 25            | 25,1          | 25            | 24,8          | 24,8          |
| Абсолютний мінімум, °C  | 20,6          | 21,7          | 20,6          | 20,6          | 21,7          | 21,1          | 21,1          | 21,1          | 21,1          | 21,7          | 21,1          | 21,7          | 20,6          |
| Норма опадів, мм        | 281.9         | 241.3         | 210.8         | 208.3         | 317.5         | 457.2         | 459.7         | 353.1         | 307.3         | 307.3         | 302.3         | 302.3         | 3749          |
| Днів з опадами          | 23,2          | 19,6          | 20            | 18,7          | 23,3          | 25,1          | 24,1          | 20,4          | 19,9          | 21,6          | 22,9          | 24,6          | 263,4         |
| Днів з дощем            | 23            | 19            | 20            | 19            | 24            | 25            | 24            | 23            | 21            | 23            | 22            | 24            | 266           |
| Вологість повітря, %    | 85            | 85            | 85            | 85            | 85            | 90            | 85            | 85            | 85            | 85            | 85            | 85            | 85.4          |
| ----------------------- | ------------- | ------------- | ------------- | ------------- | ------------- | ------------- | ------------- | ------------- | ------------- | ------------- | ------------- | ------------- | ------------- |
| Джерело: Weatherbase    |               |               |               |               |               |               |               |               |               |               |               |               |               |